# Johann Christian Wolf
Pour les articles homonymes, voir Wolf.
Johann Christian Wolf  (10 avril 1690-9 avril 1770) est un philologue allemand.

## Biographie
Né à Wernigerode, il est le frère de l'orientaliste Johann Christoph Wolf. Il est professeur au gymnase de Hambourg.
On a de lui :
- Novem illustrium Foeminarum, Sapphus, Erinnæ, Myrus, Myrtidis, Corinnæ, Telesillæ, Praxillæ, Nossidis, Anytæ, fragmenta et Elogia., Hambourg, 1735[1].
- Mulierum Graecarum quae oratione prosa usae sunt fragmenta et elogia graece et latine : cum virorum doctorum notis et indicibus; accedit Catalogus Foeminarum sapientia artibus scriptisue apud Graecos Romanos aliosque gentes olim illustrium / curante Jo. Christiano Wolfio. Hambourg, 1735.
- Monumenta typographica, quae artis hujus praestantissimae originem, laudem et abusum posteris produnt / instaurata studio et labore Jo. Christiani Wolfii, Hambourg, 1740.

## Source
Marie-Nicolas Bouillet  et Alexis Chassang (dir.), « Jean Chrétien Wolf » dans Dictionnaire universel d’histoire et de géographie, 1878 (lire sur Wikisource)